# 銀魂 THE FINAL
《銀魂 THE FINAL》（日语：銀魂 THE FINAL）是一部2021年日本動畫電影，改編自日本漫畫家空知英秋創作的漫畫系列《銀魂》。該片為電視動畫15周年紀念作品，《銀魂》系列第三部劇場動畫，同時也是該系列第一部PG12作品，故事改編自原作最終章《銀之魂篇》。

## 登場角色
- 以下為片中聲優順序。

| 角色         | 配音員     | 配音員 | 備註                |
| 角色         | 日本       | 臺灣   | 備註                |
| ------------ | ---------- | ------ | ------------------- |
| 坂田銀時     | 杉田智和   | 林協忠 |                     |
| 志村新八     | 阪口大助   | 賀宇傑 | [ 註 4 ]            |
| 神樂         | 釘宮理惠   | 林凱羚 |                     |
| 定春         | 高橋美佳子 | 蔣慶妍 | [ 註 5 ]            |
| 吉田松陽／虛 | 山寺宏一   | 陳幼文 |                     |
| 吉田松陽／虛 | 喜多村英梨 | 蔣慶妍 | （少年姿態）        |
| 高杉晉助     | 子安武人   | 賀宇傑 | [ 註 6 ]            |
| 桂小太郎     | 石田彰     | 何志威 | [ 註 7 ]            |
| 坂本辰馬     | 三木眞一郎 | 馬國堯 | [ 註 8 ]            |
| 柩           | 菅原正志   | 孟慶府 |                     |
| 朧           | 井上和彥   | 傅品晟 |                     |
| 近藤勳       | 千葉進歩   | 黃乾師 |                     |
| 土方十四郎   | 中井和哉   | 何志威 | [ 註 9 ]            |
| 沖田總悟     | 鈴村健一   | 孟慶府 | [ 註 10 ]           |
| 山崎退       | 太田哲治   | 馬國堯 | [ 註 11 ]           |
| 松平片栗虎   | 若本規夫   | 陳幼文 | [ 註 12 ]           |
| 志村妙       | 雪野五月   | 曾允凡 |                     |
| 柳生九兵衛   | 折笠富美子 | 郭馨雅 |                     |
| 月詠         | 甲斐田裕子 | 鄧瑋德 | [ 註 13 ]           |
| 猿飛菖蒲     | 小林優     | 吳佳樺 | [ 註 14 ]           |
| 今井信女     | 平野綾     | 郭怡心 |                     |
| 服部全藏     | 森川智之   | 何志威 | [ 註 15 ] [ 註 16 ] |
| 哈達王子     | 坂口候一   | 江志倫 |                     |
| 管家叔       | 平野俊隆   | 陳幼文 | [ 註 17 ]           |
| 蛋蛋／蛋蛋子 | 南央美     | 郭怡心 | [ 註 18 ]           |
| 蛋蛋／蛋蛋子 | 南央美     | 蔣慶妍 | （蛋蛋子型態）      |
| 長谷川泰三   | 立木文彦   | 何志威 | [ 註 19 ]           |
| 登勢         | 鯨         | 郭怡心 | [ 註 20 ]           |
| 平賀源外     | 島田敏     | 陳幼文 | [ 註 21 ]           |
| 凱薩琳       | 杉本優     | 林凱羚 |                     |
| 薇薇公主     | 廣橋涼     | 蔣慶妍 | [ 註 22 ]           |
| 星海坊主     | 速水獎     | 馬國堯 | [ 註 23 ]           |
| 神威         | 日野聰     | 余宗翰 | [ 註 24 ]           |
| 阿伏兔       | 大塚芳忠   | 孟慶府 | [ 註 25 ]           |
| 武市變平太   | 茶風林     | 馬國堯 | [ 註 26 ]           |
| 來島又子     | 早水理沙   | 郭馨雅 |                     |
| 前天導眾首領 | 高岡瓶瓶   | 馬國堯 |                     |
| 前天導眾幹部 | 綿貫龍之介 | 何志威 |                     |
| 前天導眾幹部 | 拜真之介   | 傅品晟 |                     |
| 懷舊阿銀     | 宮崎聰     | 傅品晟 |                     |
| 嚴酷阿銀     | 蓮岳大     | 馬國堯 |                     |
| 空知英秋     | 空知英秋   | 許皇家 | [ 註 27 ]           |

## 製作
2019年8月2日，宣佈製作全新的《銀魂》劇場版，但內容及上映日期未定。2019年12月21日，公布首張電影海報，並宣佈電影將於2021年上映，杉田智和、阪口大助及釘宮理惠回歸聲演各自的角色。2020年8月12日，宣佈電影正式片名為《銀魂 THE FINAL》，並定於2021年1月8日在日本上映。2020年10月6日，宣佈高橋美佳子、千葉進歩、中井和哉和鈴村健一也將集結，並於10月10日（主角坂田銀時生日）發佈首支預告片。2020年12月8日，即原作連載17周年，發佈最新預告片以及插曲情報。

### 製作人員
- 原作、故事、角色原案：空知英秋《銀魂》（集英社《週刊少年Jump》、《少年Jump GIGA》連載）
- 導演、劇本：宮脇千鶴
- 監修：藤田陽一
- 人物設計、總作畫監督：竹内進二
- 分鏡：宮脇千鶴、藤田陽一、石川真理子、水野春香、進藤陽平
- 演出：、石井章詠、榎本守、永岡智佳、石川真理子、池野昭二、馬引圭、宮崎修治、進藤陽平
- 作畫監督：、田中智子、尾崎正幸、平岡雅樹、米山浩平、高倉香惠、一之瀨結梨、今岡大、石川真理子、森円美、諏訪可奈恵、嶋謙一、岡郁美、川崎玲奈、大西陽一、和田伸一、皆川愛香利、北原廣大、佐佐木洋平
- 效果作畫監督協力：橋本敬史
- 設計：
- 色彩設計：歌川律子
- 音樂：Audio Highs
- 音響監督：高松信司
- 企画協力：《週刊少年Jump》編集部（中野博之、大西恒平、内藤拓真、高橋慶一朗、田中陽理）
- 動畫製作：BN Pictures
- 發行商：日本華納兄弟
- 製作：劇場版銀魂製作委員會（集英社、Aniplex、東京電視台、BN Pictures、電通、萬代、日本華納兄弟）

## 音樂
- 主題曲〈轍〜Wadachi〜〉
  - 作詞：MOMIKEN / 作曲：KENTA / 編曲、歌：SPYAIR

- 插曲〈道樂心情〉
  - 作詞、作曲、編曲：氏原ワタル / 歌：DOES

- 插曲〈Breakdown〉
  - 作詞、作曲、編曲： / 歌：DOES

- 插曲〈CHA-LA HEAD-CHA-LA〉
  - 作詞：森雪之丞 / 作曲：清岡千穗 / 編曲：山本健司 / 歌：影山浩宣

- 插曲
  - 作曲：清岡千穗 / 編曲：堤博明

## 宣傳
2020年12月8日，宣佈在上映當天，觀眾將獲得由《銀魂》原作者空知英秋繪製的《鬼滅之刃》角色小卡作為首週入場特典。12月19日，公開竈門炭治郎、炎柱・煉獄杏壽郎和蟲柱・蝴蝶忍三位角色的小卡樣本。

## 票房
2021年1月8日於日本首映後，首日票房約1.56億日圓，觀影人數約11萬人次；首四天票房約5.31億日圓，觀影人數約38萬人次，中斷了《鬼滅之刃劇場版 無限列車篇》長達12週的票房首位紀錄。上映第5週觀影人數突破100萬人次，票房累計至14億日圓。截至2月28日，票房突破17.4億日圓，超越前作《銀魂完結篇：永遠的萬事屋》成為《銀魂》系列動畫電影最高票房紀錄。
| 上一届： 《鬼滅之刃劇場版 無限列車篇》 | 2021年日本週末票房冠軍 第2週 | 下一届： 《鬼滅之刃劇場版 無限列車篇》 |

## 跨媒體作品

### 特別篇動畫
電影《銀魂 THE FINAL》的前日譚《銀魂 THE SEMI-FINAL》於2021年1月15日及1月20日在dTV獨家播放，全2話。

### 小說
劇場版的小說版於上映同日，即2021年1月8日出版，作者是。
| 卷數 | 集英社 | 集英社       | 集英社                 | 東立出版社   | 東立出版社             |
| 卷數 | 副標題 | 發售日期     | ISBN                   | 發售日期     | ISBN                   |
| ---- | ------ | ------------ | ---------------------- | ------------ | ---------------------- |
| 全   |        | 2021年1月8日 | ISBN 978-4-08-703506-3 | 2022年9月8日 | ISBN 978-957-268-798-7 |

## 備註
1. ↑  2021年4月23日起限定上映國語配音版本[1]。
2. ↑  2021年4月1日於澳門大會堂上映；4月8日於UA銀河影院上映。
3. ↑  香港提前於2021年4月2日推出優先場（相當於臺灣「口碑場」、中國大陸「點映」）。
4. ↑  志村新八的台灣配音員以前由賀宇傑（第一季·劇場版1）→江志倫（第二季起·劇場版2）聲演，本作電影版由賀宇傑聲演（回歸）。
5. ↑  定春的台灣配音員以前由郭馨雅聲演，本作電影版由蔣慶妍聲演（更換）。
6. ↑  高杉晉助的台灣配音員以前由賀宇傑（第一季·劇場版1）→陳幼文（第二季起·劇場版2）聲演，本作電影版由賀宇傑聲演（回歸）。
7. ↑  桂小太郎的台灣配音員以前由黃天佑（第一季-其之壹）→梁興昌（劇場版1）→何志威（第一季-其之貳起·劇場版2）聲演，本作電影版由何志威聲演（沿用）。
8. ↑  坂本辰馬的台灣配音員以前由黃天佑（第一季-其之壹）→梁興昌（劇場版1）→何志威（第一季-其之貳起·劇場版2）聲演，本作電影版由馬國堯聲演（更換）。
9. ↑  土方十四郎的台灣配音員以前由黃天佑（第一季-其之壹）→梁興昌（劇場版1）→何志威（第一季-其之貳起·劇場版2）聲演，本作電影版由何志威聲演（沿用）。
10. ↑  沖田總悟的台灣配音員以前由黃乾師聲演，本作電影版由孟慶府聲演（更換）。
11. ↑  山崎退的台灣配音員以前由賀宇傑（第一季·劇場版1）→馬國堯（第二季起·劇場版2）聲演，本作電影版由馬國堯聲演（沿用）。
12. ↑  松平片栗虎的台灣配音員以前由黃天佑（第一季-其之壹）→陳幼文（第一季-其之貳起·劇場版1）聲演，本作電影版由陳幼文聲演（沿用）。
13. ↑  月詠的台灣配音員以前由郭馨雅聲演，本作電影版由鄧瑋德聲演（更換）。
14. ↑  猿飛菖蒲的台灣配音員以前由郭馨雅聲演，本作電影版由吳佳樺聲演（更換）。
15. ↑  服部全藏的日本配音員以前由藤原啓治配音，於2020年4月病逝，本作電影版由森川智之配音，森川在該系列作曾為佐佐木異三郎配音。
16. ↑  服部全藏的台灣配音員以前由賀宇傑（第一季）→陳幼文（第二季起）聲演，本作電影版由何志威聲演（更換）。
17. ↑  管家叔的台灣配音員以前由黃天佑（第一季-其之壹）→陳幼文（第一季-其之貳起）聲演，本作電影版由陳幼文聲演（沿用）。
18. ↑  蛋蛋的台灣配音員以前由郭馨雅聲演，本作電影版由郭怡心／蔣慶妍聲演（更換）。
19. ↑  長谷川泰三的台灣配音員以前由賀宇傑（第一季·劇場版1）→何志威（第二季起·劇場版2）聲演，本作電影版由何志威聲演（沿用）。
20. ↑  登勢的台灣配音員以前由黃芳儀（第一季）→郭怡心（第二季起·劇場版）聲演，本作電影版由郭怡心聲演（沿用）。
21. ↑  平賀源外的台灣配音員以前由黃天佑（第一季-其之壹）→陳幼文（第一季-其之貳起·劇場版2）聲演，本作電影版由陳幼文聲演（沿用）。
22. ↑  薇薇公主的台灣配音員以前由郭馨雅聲演，本作電影版由蔣慶妍聲演（更換）。
23. ↑  星海坊主的台灣配音員以前由黃天佑（第一季-其之壹）→何志威（第一季-其之貳起）聲演，本作電影版由馬國堯聲演（更換）。
24. ↑  神威的台灣配音員以前由賀宇傑（第一季·劇場版1）→何志威（第二季）聲演，本作電影版由余宗翰聲演（更換）。
25. ↑  阿伏兔的台灣配音員以前由何志威（電視版）／梁興昌（劇場版1）聲演，本作電影版由孟慶府聲演（更換）。
26. ↑  武市變平太的台灣配音員以前由何志威（電視版）／梁興昌（劇場版1）聲演，本作電影版由馬國堯聲演（更換）。
27. ↑  空知英秋的台灣配音員以前由江志倫聲演，本作電影版由許皇家聲演（更換）。

## 外部連結
- 官方网站 （日語）
- 銀魂 THE FINAL的X（前Twitter） （日語）